# Ptilodoninae
Ptilodoninae — це підродина метеликів родини Зубницеві (Notodontidae). Іноді її відносять в підродину Notodontinae. 

## Класифікація
Список родів носить попередній характер, так як не всі роди зубницевих  ще призначені до підродин:
- Allodonta
- Allodontoides
- Epinotodonta
- Epodonta
- Hagapteryx
- Hexafrenum
- Higena
- Himeropteryx
- Hiradonta
- Hyperaeschrella
- Jurivalentinia
- Lophontosia
- Megaceramis
- Microphalera
- Odontosia
- Odontosina
- Pterostoma
- Ptilodon
- Ptilodontosia
- Ptilophora
- Spatalina
- Togepteryx